# James T. Harrison
James Thomas Harrison (* 21. Mai 1848 in Columbus, Lowdes County, Mississippi; † 18. Mai 1934 ebenda) war ein US-amerikanischer Politiker. Zwischen 1900 und 1904 war er Vizegouverneur des Bundesstaates Mississippi.

## Werdegang
Die Quellenlage über James Harrison ist nicht sehr ergiebig. Über seine Jugend und seinen beruflichen Werdegang jenseits der Politik gibt es keinen Angaben. Sicher ist, dass er im Staat Mississippi lebte und der Demokratischen Partei angehörte.
1899 wurde er an der Seite von Andrew H. Longino zum Vizegouverneur von Mississippi gewählt. Dieses Amt bekleidete er zwischen Januar 1900 und Januar 1904. Dabei war er Stellvertreter des Gouverneurs und Vorsitzender des Staatssenats. Nach seiner Zeit als Vizegouverneur ist er politisch nicht mehr in Erscheinung getreten. Harrison starb am 18. Mai 1934 in seiner Heimatstadt Columbus. Er war mit Fannie Moore (1862–1934) verheiratet.